# Аминьевское (электродепо)
Электродепо́ «Ами́ньевское» (ТЧ-22) — электродепо Московского метрополитена,  обслуживающее Большую кольцевую линию с 9 января 2024 года.

## Расположение
Депо располагается западнее улицы Генерала Дорохова и юго-западнее Верейской улицы, на территории бывшего ЗАО «Механизация МСМ-1», снесённого в 2020 году. Однопутный портал ведёт на перегон между станциями «Давыдково» и «Аминьевская», по направлению движения в сторону последней. В противоположную сторону ведут два тоннеля с наземными порталами сразу за «Давыдково» (в депо они заходят эстакадой).

## Строительство
- Ноябрь-декабрь 2020 года — огорожена строительная площадка, территория обнесена забором
- Февраль 2021 года — проведение геолого-разведочных работ на всём участке
- Май 2021 года — на объекте появилась строительная техника
- Июль 2021 года — начата проходка однопутной ветки в электродепо при помощи ТПМК Robbins «Эсмина»
- Август 2021 года — разрыт котлован под основное здание депо, в центре установлен башенный кран
- Октябрь-ноябрь 2021 года — бетонирование лотка здания, идёт монтаж металлоконструкций для каркаса
- Декабрь 2021 года — проходка однопутной ветки завершена, длина 756 метров
- Январь 2023 года — крепление букв наименования депо на его стену.
- Август 2023 года — накатка путей в электродепо.
- 3 декабря 2023 года — накатка соединительных ветвей.
- 25 декабря 2023 года — введён режим метро.
- 9 января 2024 года — ввод в эксплуатацию.

## Обслуживаемые линии
| Линия             | Годы                   |
| ----------------- | ---------------------- |
| Большая кольцевая | 2024 — настоящее время |

## Подвижной состав

### Пассажирский подвижной состав
| Тип вагонов                  | Период               | Вагонов в составе | Примечания  |
| ---------------------------- | -------------------- | ----------------- | ----------- |
| 81-775/776/777 «Москва-2020» | с 9 января 2024 года | 8                 | действующий |

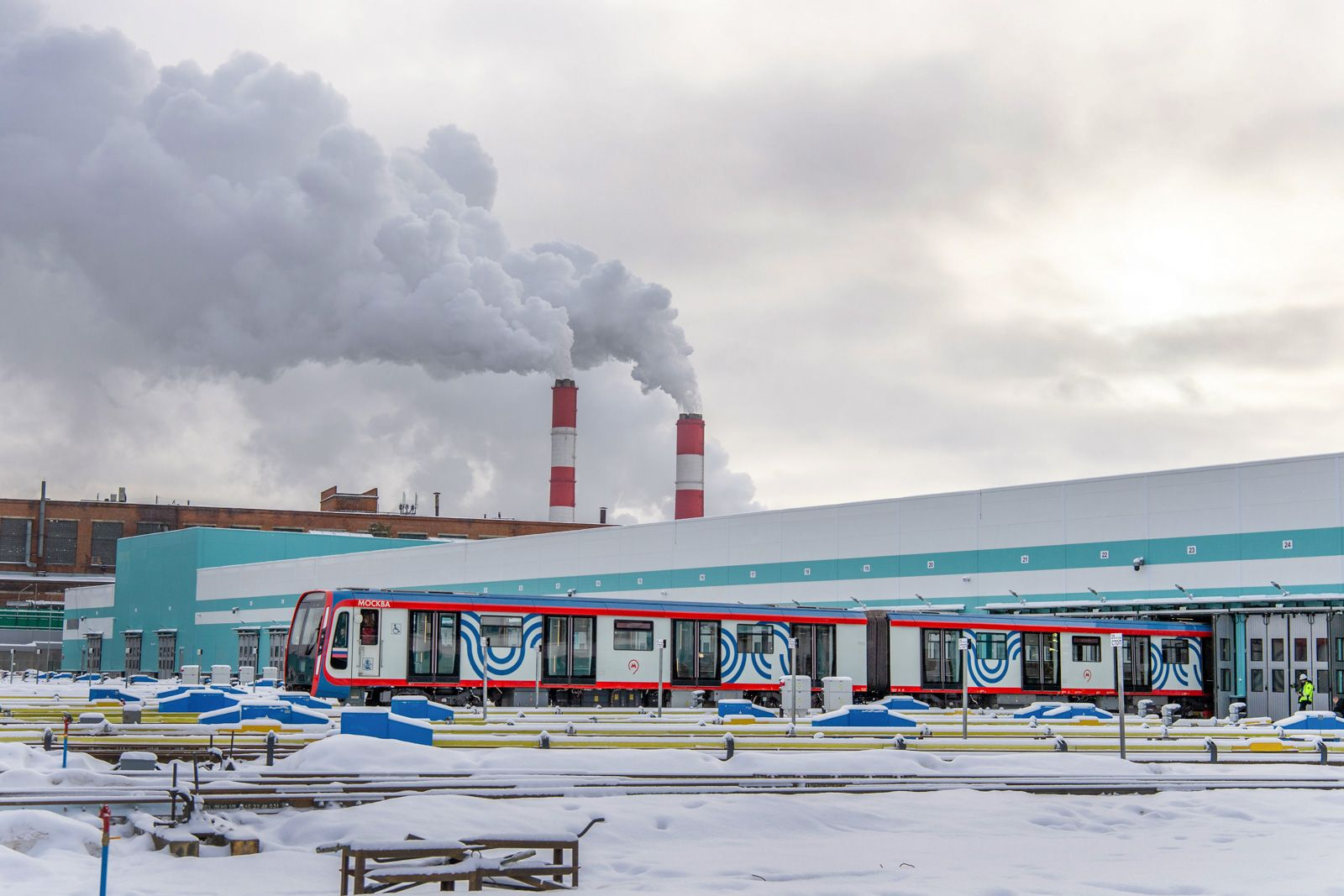
Поезд «Москва-2020» выезжает из депо, вид сбоку
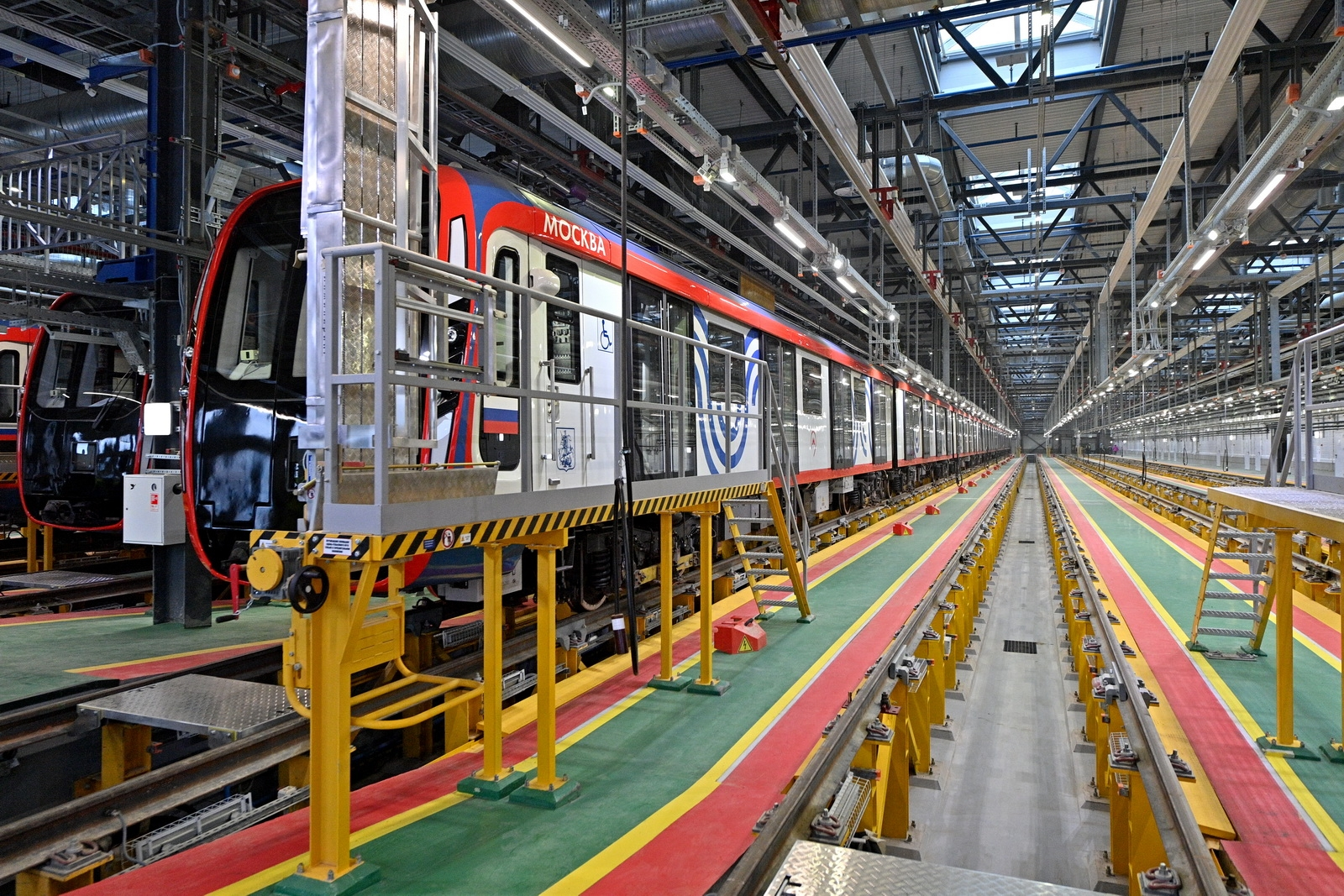
Поезд «Москва-2020» в депо, вид под углом
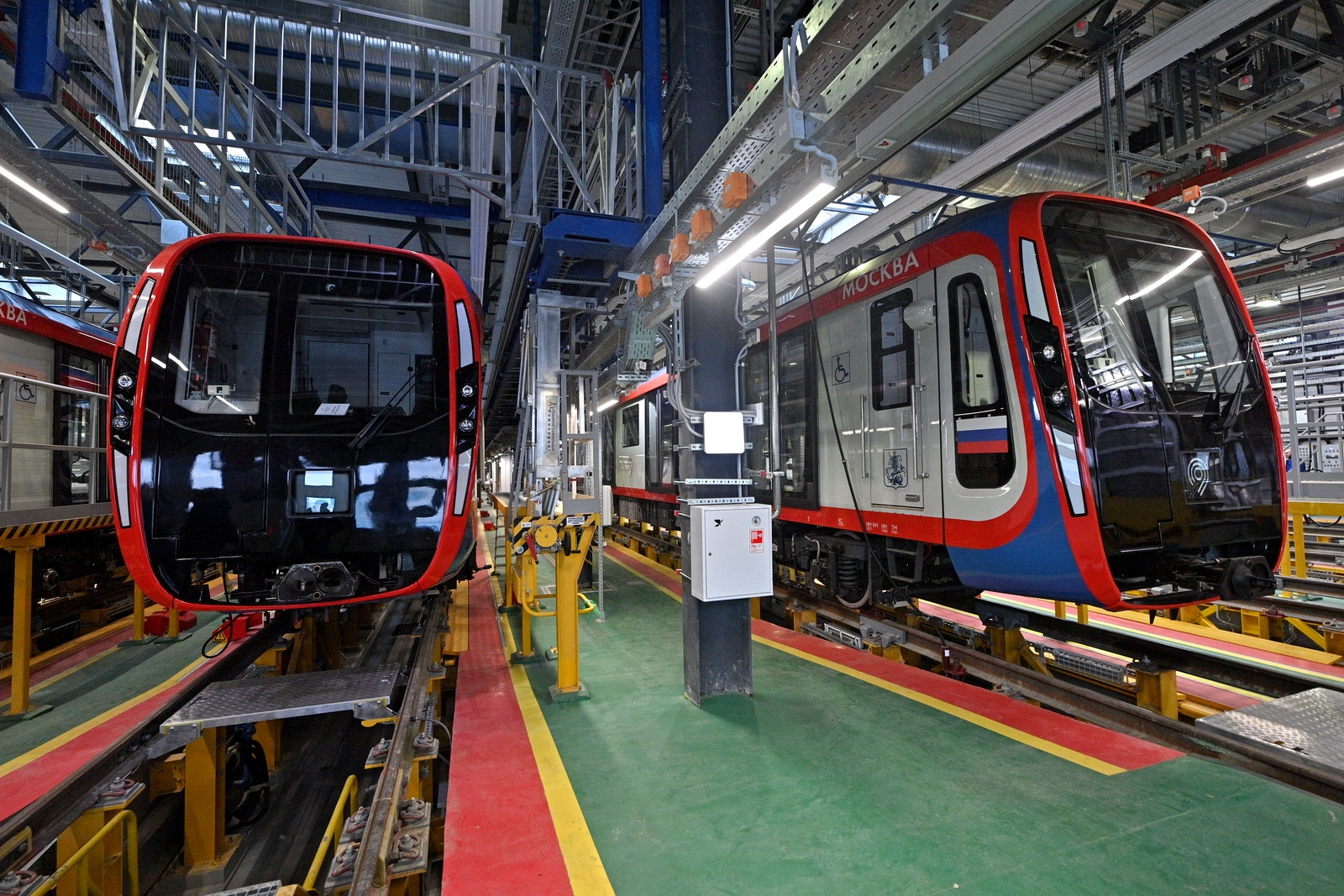
Поезда «Москва-2020» в депо, вид спереди